# Ернестина Албертина фон Саксония-Ваймар-Айзенах
Ернестина Албертина фон Саксония-Ваймар-Айзенах (* 28 декември 1722 във Ваймар; † 25 ноември 1769 в Алвердисен) е принцеса от рода на Ернестинските Ветини от херцогство Саксония-Ваймар-Айзенах и чрез женитба графиня на Липе-Алвердисен.
Тя е голямата дъщеря на херцог Ернст Август I фон Саксония-Ваймар-Айзенах (1688 – 1748) и първата му съпруга принцеса Елеонора Вилхелмина фон Анхалт-Кьотен (1696 – 1726), дъщеря на княз Емануел Лебрехт фон Анхалт-Кьотен.
По-голяма сестра е на Бернардина Христиана (1724 – 1757) и полусестра на херцог Ернст Август II Константин (1737 – 1758) и Ернестина Августа София (1740 – 1786).
Ернестина Албертина се омъжва на 6 май 1756 г. във Ваймар за граф Филип II Ернст фон Шаумбург-Липе (1723 – 1787).). Те имат децата:
- Клеменс Август Ернст (*/† 1757)
- Карл Вилхелм Фридрих Ернст (1759 – 1780)
- Георг Карл Фридрих (1760 – 1776)
- Фридерика Антоанета (1762 – 1777)

Тя умира на 25 ноември 1769 г. в Алвердисен. Нейният съпруг се жени втори път на 10 октомври 1780 г. за ландграфиня Юлиана Вилхелмина Луиза фон Хесен-Филипстал (1761 – 1799).